# Obnorszki Szent Pál
Obnorszki Szent Pál, oroszosan Pavel Obnorszkij (oroszul: Павел Обнорский), (1317 – 1429. január 10.) orosz remete.
Három változatban is fennmaradt életírása szerint moszkvai nemes családban született. Huszonkét éves korában (1339) a Volga menti Krisztus születése monostorban tett fogadalmat. Ez után Radonyezsi Szent Szergejhez szegődött, hogy vezetésével beletanuljon a külső és belső szent hallgatásba. Ezt tartotta minden más erény alapjának. Szent Szergej megáldott celláját, ahol Pál másfél évtizedet töltött teljes hallgatásban. Utána indult szerzetesi vándorútjára. Egy Vologda környéki erdőségben talált otthonra, egy hársfa odvában. Hosszú évek multán, 1414-ben alapított monostort a Szentháromság tiszteletére, de igumennek (vezető) egyik tanítványá jelölte ki. Ő csak vasárnaponként kereste fel a monostort, továbbra is remeteként élt. 1429-ben halt meg 112 éves korában. 1547-ben kanonizálták. Monostora 1909 augusztusában leégett.